# Musicalnastro
Musicalnastro è stata un'azienda italiana di elettronica di consumo, in particolare nel settore degli apparecchi portatili di riproduzione dischi 45 giri (mangiadischi) che cassetta (mangianastri). il suo logo era costituito da una M maiuscola stilizzata contenuta all'interno di un quadrato. La parte interna della M si ispirava a due bobine di registrazione. Il suo marchio più famoso, Musicalsound International, aveva come logo una serie di quadrati in prospettiva.

## Storia
La Musicalnastro fu fondata a Paderno Dugnano, in provincia di Milano, nel 1968, per la produzione e commercializzazione di apparati di riproduzione fonografica e magnetica di consumo. La sua produzione si concentrò soprattutto su mangiadischi e registratori a cassette di tipo portatile. La sua sede fu in via Cadorna 3 e, dopo la seconda metà degli anni 70, in via Roma 96.
Raggiunse l'apice del proprio successo negli anni settanta, con il lancio - sia attraverso il marchio Musicalsound International, Lansay, che direttamente a proprio nome  -  di diversi modelli di mangiadischi e mangiacassette. Se il più celebre è il Penny (222D) che - nelle sue varie versioni e con minori modifiche - fu prodotto e venduto per diversi anni -  si ricordano anche prodotti quali il Buggy, il Corallo ed i mangiacassette Jumbo e Zecchino. La produzione dell'azienda si rivolse essenzialmente a un pubblico alla ricerca di oggetti colorati, portatili ed economici. Al volgere del decennio, attraverso la Phonelby s.r.l. di Magenta, il marchio MusicalSound pose in commercio anche alcune fonovaligie economiche (quali la SF300 ed ST300) oltre a componenti separati, comunque di scarso successo.
A seguito della contrazione delle vendite di settore, nella metà degli anni ottanta, la REL - finanziaria dell'elettronica civile che aveva assorbito, partecipando ai loro passivi, imprese quali Sei di Sinudyne, Lenco, Teksonor, Sèleco - acquisì l'azienda, che aveva però già cessato ogni attività. Al contrario di altre ditte, che avrebbero riscattato la propria quota in Rel (quali Brionvega ed Europhon) o che sarebbero state rilanciate (come la Sèleco), la Musicalnastro non fu considerata in grado di risollevarsi al punto che, dopo aver usufruito di integrazioni salariali per i propri dipendenti, l'azienda venne dichiarata definitivamente fallita il 1º febbraio 1988.
L'edificio industriale sede dell'azienda, riconvertito ad altri usi ed in parte riedificato, è tuttora esistente.